# 丸大機工
丸大機工株式会社（まるだいきこう、英：Marudai Kiko Co., Ltd.）は、秋田県にかほ市に本社を置き、半導体製造装置や医療機器などの精密装置を製造する企業。シブヤグループ主要3社の一つ。

## 事業内容
- 半導体製造装置 / 産業機械 / 自動省力化機械の製造EMS（受託製造）
- 各種生産装置の製造

## 沿革
- 1975年 (昭和50年) 丸大機工株式会社 設立。
- 1988年 (昭和63年) 秋田設計事務所を秋田県秋田市に開設。本社工場敷地内に第二工場完成。
- 2004年 (平成16年) 本社・ 第三工場を新設。
- 2008年 (平成20年) 本社工場としてISO14001認証取得。
- 2012年 (平成24年) 本社・第四工場を新設。
- 2016年 (平成28年) 本社工場としてISO9001認証取得。
- 2018年 (平成30年) 象潟工場をにかほ市黒川へ移転し、金浦工場として稼働を開始。
- 2022年 (令和4年) 本社・第五工場を新設。